# Lukànikos
Lukànikos (també anomenat Riot Dog, Kanel·los, o abreujat com Luk) és un gos que es va fer famós després de la seva participació en manifestacions contra de les retallades en la despesa pública a Grècia durant la Crisi financera a Grècia del 2010. El gos es va convertir en el símbol de la resistència grega contra les retallades en la despesa pública, i per guanyar el seu propi lloc web on s'envien els informes sobre la marxa dels esdeveniments.